# Wielka Syrta
Wielka Syrta (arab. خليج سرت, Chalidż Surt) – zatoka Morza Śródziemnego, u wybrzeży Libii. Wcina się ona 115 km w głąb lądu. Szerokość u wejścia wynosi 465 km, a maksymalna głębokość 1374 m. Główne porty nad zatoką to Marsa al-Burajka, As-Sidr (oba naftowe) i Bengazi. 